# Neocompsa ptoma
Neocompsa ptoma là một loài bọ cánh cứng trong họ Cerambycidae.